# Villa Maipú
Villa Maipú es una localidad de la provincia de Buenos Aires ubicada dentro del área del Gran Buenos Aires y perteneciente al partido de General San Martín.
Tienen asiento en la localidad el Centro Atómico Constituyentes de la Comisión Nacional de Energía Atómica, el Instituto Nacional de Tecnología Industrial (INTI) y el Servicio Geológico Minero Argentino (SEGEMAR).

## Historia
- 1950-1952: Por un decreto municipal se cambia el nombre de Villa Diehl a Villa Maipú.[1]
- 1978: Fundación de la Unión Bonifatese Madonna del Rosario.[2]
- 1971: Creación del CRINSDEL (Centro Recreativo Instituto Nuestra Señora de Luján).[3]
- 1997: Constitución de la "Asociación Civil Rotary Club Villa Maipú".
- 2013: Villa Maipú sufre una severa inundación producto de un temporal que afectó a toda el Área Metropolitana de Buenos Aires.[4]

## Límites
- Sur: Avenida General Paz
- Este: Avenida de los Constituyentes
- Oeste: Vías del Ferrocarril Mitre
- Norte: Calle Sáenz Peña (Diagonal 62)

## Infraestructura
Villa Maipú es sede de un gran número de clubes, entre ellos:
- Club Social Cultural y Deportivo Almafuerte (participante de la 1.ª División del Futsal argentino)
- Círculo de Suboficiales del Ejército Argentino
- Centro Recreativo Instituto Nuestra Señora de Luján
- Club Deportivo Ferrocarril General Mitre
- Club Atlético Central Argentino, entre otros.

También se encuentra el estadio del club porteño Chacarita Juniors, campeón del torneo metropolitano de 1969 de la Primera División de Argentina.
En lo que respecta a las dependencias de la Policía bonaerense, Villa Maipú posee dos comisarías: la Comisaría N.º 6 y la Femenina.

## Geografía

### Población
Contaba con 24,447 habitantes (Indec, 2001), situándose como la 5.ª localidad del partido.

### Plazas y parques
Posee 2 espacios verdes públicos, que totalizan entre ambos 0,57 ha:
- Plaza Batalla de Maipú, en Junín y Perdriel
- Plaza Padre Perello, en Las Heras y Matheu.

### Clima
| Parámetros climáticos promedio de Villa Maipú, BA | Parámetros climáticos promedio de Villa Maipú, BA | Parámetros climáticos promedio de Villa Maipú, BA | Parámetros climáticos promedio de Villa Maipú, BA | Parámetros climáticos promedio de Villa Maipú, BA | Parámetros climáticos promedio de Villa Maipú, BA | Parámetros climáticos promedio de Villa Maipú, BA | Parámetros climáticos promedio de Villa Maipú, BA | Parámetros climáticos promedio de Villa Maipú, BA | Parámetros climáticos promedio de Villa Maipú, BA | Parámetros climáticos promedio de Villa Maipú, BA | Parámetros climáticos promedio de Villa Maipú, BA | Parámetros climáticos promedio de Villa Maipú, BA | Parámetros climáticos promedio de Villa Maipú, BA |
| Mes                                               | Ene.                                              | Feb.                                              | Mar.                                              | Abr.                                              | May.                                              | Jun.                                              | Jul.                                              | Ago.                                              | Sep.                                              | Oct.                                              | Nov.                                              | Dic.                                              | Anual                                             |
| ------------------------------------------------- | ------------------------------------------------- | ------------------------------------------------- | ------------------------------------------------- | ------------------------------------------------- | ------------------------------------------------- | ------------------------------------------------- | ------------------------------------------------- | ------------------------------------------------- | ------------------------------------------------- | ------------------------------------------------- | ------------------------------------------------- | ------------------------------------------------- | ------------------------------------------------- |
| Temp. máx. abs. (°C)                              | 39.7                                              | 39.3                                              | 37.5                                              | 35.8                                              | 30.4                                              | 27.6                                              | 27.8                                              | 34.2                                              | 34.3                                              | 34.7                                              | 36.0                                              | 38.1                                              | 39.7                                              |
| Temp. máx. media (°C)                             | 29.5                                              | 28.7                                              | 25.4                                              | 22.3                                              | 19.9                                              | 16.3                                              | 14.6                                              | 15.1                                              | 18.8                                              | 22.7                                              | 24.9                                              | 27.0                                              | 29.5                                              |
| Temp. media (°C)                                  | 23.6                                              | 23.0                                              | 19.9                                              | 16.9                                              | 14.4                                              | 10.8                                              | 9.6                                               | 10.5                                              | 13.6                                              | 16.6                                              | 19.2                                              | 21.4                                              | 16.6                                              |
| Temp. mín. media (°C)                             | 17.8                                              | 17.4                                              | 14.5                                              | 11.6                                              | 8.9                                               | 5.3                                               | 4.7                                               | 6.0                                               | 8.5                                               | 10.6                                              | 13.6                                              | 15.9                                              | 11.2                                              |
| Temp. mín. abs. (°C)                              | 4.6                                               | 1.9                                               | -1.7                                              | -4.8                                              | -4.9                                              | -6.3                                              | -7.2                                              | -5.4                                              | -4.5                                              | -3.9                                              | -0.3                                              | 1.8                                               | -7.2                                              |
| Precipitación total (mm)                          | 120.1                                             | 119.0                                             | 140.5                                             | 100.4                                             | 74.8                                              | 69.6                                              | 68.9                                              | 70.3                                              | 70.7                                              | 117.2                                             | 109.0                                             | 111.3                                             | 1171.8                                            |
| Nevadas (cm)                                      | 0                                                 | 0                                                 | 0                                                 | 0                                                 | 0                                                 | 0                                                 | 0                                                 | 0                                                 | 0                                                 | 0                                                 | 0                                                 | 0                                                 | 0                                                 |
| Días de precipitaciones (≥ )                      | 10                                                | 10                                                | 9                                                 | 9                                                 | 8                                                 | 6                                                 | 5                                                 | 7                                                 | 8                                                 | 9                                                 | 10                                                | 10                                                | 101                                               |
| Días de nevadas (≥ 0)                             | 0                                                 | 0                                                 | 0                                                 | 0                                                 | 0                                                 | 0                                                 | 0                                                 | 0                                                 | 0                                                 | 0                                                 | 0                                                 | 0                                                 | 0                                                 |
| Horas de sol                                      | 270                                               | 240                                               | 190                                               | 175                                               | 170                                               | 135                                               | 140                                               | 175                                               | 180                                               | 215                                               | 255                                               | 260                                               | 2405                                              |
| Humedad relativa (%)                              | 68                                                | 67                                                | 89                                                | 83                                                | 78                                                | 75                                                | 80                                                | 81                                                | 80                                                | 79                                                | 72                                                | 70                                                | 76.8                                              |
| Fuente: Servicio Meteorológico Nacional Argentino |                                                   |                                                   |                                                   |                                                   |                                                   |                                                   |                                                   |                                                   |                                                   |                                                   |                                                   |                                                   |                                                   |

## Parroquias de la Iglesia católica en Villa Maipú
| Diócesis  | San Martín |
| --------- | ---------- |
| Parroquia | San José   |